# Antoine Pierre Jaubert
Antoine Pierre Jaubert est un homme politique français né le 17 janvier 1748 à Pélissanne (Bouches-du-Rhône) et mort le 18 juin 1822 à Vaugirard (Seine).

## Biographie
Avocat au Parlement d'Aix en 1789, il est procureur syndic du département des Bouches-du-Rhône en 1790. Suspect sous la Terreur, il quitte Aix-en-Provence pour Paris ; il retrouve ses fonctions après le 9 thermidor. 
Substitut du commissaire du gouvernement près le tribunal de la Seine, puis juge et président de section, il est révoqué après le coup d’État du 18 fructidor an V. 
Il est député des Bouches-du-Rhône de 1802 à 1808 sous le Consulat et le Premier Empire ; il devient conseiller à la Cour d'appel de Paris en 1811.

## Famille
De son mariage avec Thérèse Berthet (1748-1822), il aura six enfants ; l'aîné, Pierre Amédée Jaubert (1779-1847), est un orientaliste, voyageur et traducteur .